# Eichelhütte
Die Eichelhütte in Eisenschmitt  im Landkreis Bernkastel-Wittlich in Rheinland-Pfalz ist eine 1701 von Johann Jakob Minden, dem damaligen Betreiber der Eisenschmittner Hütte, gegründete Gießerei. Sie war ein Erblehen der Abtei Himmerod. Im Jahr 1704 wurde sie – ohne Genehmigung der Abtei – von Franz Gottfried von Pidoll erworben und ging 1793 in das Privateigentum der von Pidolls über. 1749 wurde ein Herrenhaus errichtet. Weitere Besitzerwechsel fanden 1800 (Firma Joh. Marcellin & Co.), 1815 (Thiollière & Neyrand) und 1820 (Familie Kraemer) statt. Zu dieser Zeit sind vier Frischfeuer und zwei Schmiedehämmer in Betrieb. 1868 wurden die Gießerei stillgelegt und die Gebäude im Weiteren als Spinnerei, Hotel (Molitors Mühle) und Wohnung verwendet.